# Surpoche Shakya Chungne
Surpoche Shakya Chungne (tibetisch ཟུར་པོ་ཆེ་ཤཱཀྱ་འབྱུང་གནས་ Wylie zur po che shAkya 'byung gnas; geb. 1002; gest. 1062) war ein bedeutender tibetischer Geistlicher und Gründer einer der Praxislinien der Nyingma-Schule des tibetischen Buddhismus, er war ein Meister von deren Alter Tantra-Tradition.

## Leben
Er ist als der „Große Sur“ der Drei Surs der Sur-Familie (zur) bekannt. Er gründete 1055 das nach dem Ort Upalung (tib.  'ug pa lung) benannte Upalung-Kloster bzw. Sur-Ugpalung-Kloster (zur 'ug pa lung dgon pa) und wird deshalb auch als Upalungpa bezeichnet.